# 187700 Zagreb
187700 Zagreb è un asteroide della fascia principale. Scoperto nel 2008, presenta un'orbita caratterizzata da un semiasse maggiore pari a 2,6840320 UA e da un'eccentricità di 0,0972769, inclinata di 4,15247° rispetto all'eclittica.
L'asteroide è dedicato alla città di Zagabria, capitale e città principale della Croazia.